# Archer Heights

Situation d'Archer Heights dans la ville de Chicago

Archer Heights est l'un des 77 secteurs communautaires de la ville de Chicago aux États-Unis.